# Waltraud Woeller
Waltraud Woeller (geborene Waltraut Dübner; geboren 4. August 1920 in Potsdam; gestorben 26. Januar 2004) war eine deutsche Volkskundlerin. Sie zählte zu den bekanntesten Folkloristen  der ehemaligen DDR und gehörte neben Wolfgang Steinitz, Paul Nedo,  Gisela Burde-Schneidewind und Hermann Strobach zu den exponierten Vertretern der sogenannten „Steinitz-Schule“ zur Herausarbeitung des sozialkritischen Gehalts der deutschen Volksdichtung.

## Leben
Sie studierte an der Friedrich-Wilhelms-Universität zu Berlin Germanistik, Kunstgeschichte und Volkskunde. Sie promovierte 1942 bei Adolf Spamer und Emil Dovifat und wurde Mitarbeiterin des Mittelhochdeutschen Wörterbuchs an der Preußischen Akademie der Wissenschaften zu Berlin. 1956 wurde sie als Dozentin an das Institut für Völkerkunde und deutsche Volkskunde der Humboldt-Universität berufen. Die Emeritierung erfolgte 1980.

## Schriften (Auswahl)
- Deutsche Volksmärchen von arm und reich. Berlin 1972, OCLC 475710816.
- Illustrierte Geschichte der Kriminalliteratur. Frankfurt am Main 1985, ISBN 3-458-14171-5.
- mit Matthias Woeller: Sage und Weltgeschichte. Berlin 1991, ISBN 3-7338-0049-4.
- mit Matthias Woeller: Es war einmal .... Illustrierte Geschichte des Märchens. Freiburg im Breisgau 1994, ISBN 3-451-04267-3.